# Elisa Beni Uzabal
Elisa Beni Uzabal (Logronyo, 31 de juliol de 1965) és una periodista espanyola, especialista en periodisme judicial. En fer-se càrrec de El Faro de Ceuta amb 23 anys, es va convertir en la directora de diari més jove d'Espanya.

## Biografia
Llicenciada en Ciències de la Informació per la Universitat de Navarra, ha treballat en La Voz d'Almeria, La Razón, la revista Época i va ser redactora en cap del desaparegut Diario16. Ha sigut directora d'emissores de la Cadena SER i és col·laboradora habitual del programa de Júlia Otero a Onda Cero, Julia en la onda, així com de diversos programes de televisió com Las Mañanas de Cuatro, Al Rojo Vivo, Más vale tarde, la Sexta Noche (laSexta) y Madrid al Día (Telemadrid).
En 2001 es va casar en segones núpcies amb el jutge Javier Gómez Bermúdez, magistrat de l'Audiència Nacional. Es van divorciar l'abril de 2014.
El 2004 va ser nomenada directora de comunicació del Tribunal Superior de Justícia de Madrid, càrrec del que va ser destituïda el 2008 «per pèrdua de confiança», després de la publicació, al novembre de 2007, del llibre La soledad del juzgador, editat per l'Editorial Planeta, sobre com el seu marit, el jutge instructor del cas del 11-M, havia viscut el procés judicial.
El juny de 2014 va publicar una novel·la, Peaje de libertad, editada per Espasa.

## Algunes publicacions
- Levantando el velo. Manual de periodismo judicial (2006) CIE Inversiones Editoriales Dossat-2000, S.L., ISBN 9788496437395 - con Javier Gómez Bermúdez
- La soledad del juzgador (2007) Editorial Planeta
- Peaje de libertad (2014) Espasa
- La Justicia sometida (2015) Los Libros de la Catarata
- Pisa mi corazón (2017) Editorial Almuzara[8]